# Georg Beer (Baumeister)

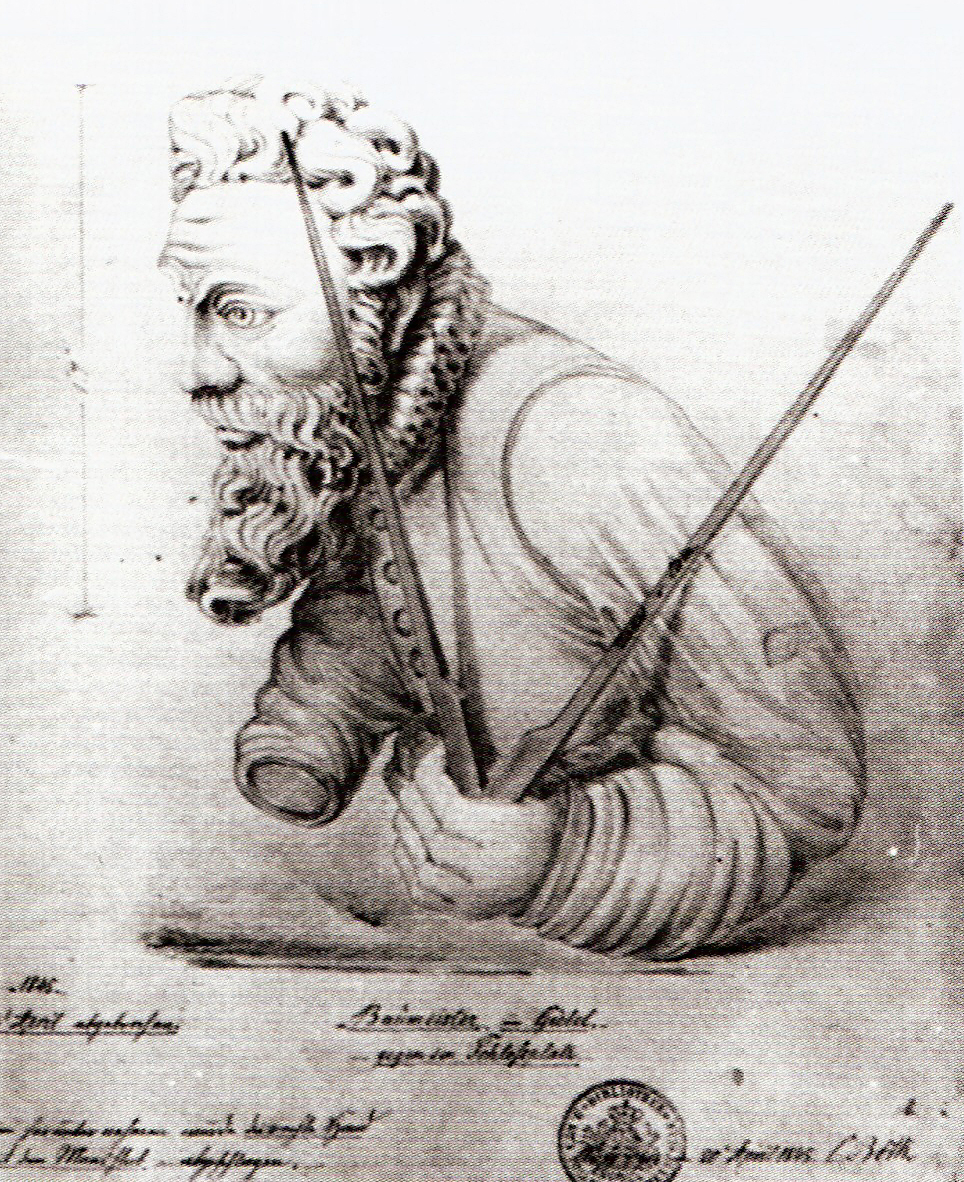
Zeichnung einer Bildnisbüste von Georg Beer am südlichen Hauptgiebel des Neuen Lusthauses Stuttgart

Georg Beer (oder Behr; * um 1527 in Bönnigheim; † 15. Juli (oder 17. Juli) 1600 in Stuttgart) war ein deutscher Baumeister und Architekt für Herzog Ludwig von Württemberg. Mit der Fertigstellung des Neuen Lusthauses in Stuttgart gilt Beer als einer der bedeutendsten deutschen Baumeister der Renaissance. Die traditionsreiche Architektenfamilie Beer entstammt im Ursprung ihm.

## Leben
Beer wurde um 1527 als Sohn des herzoglichen Rats und Hofbediensteten Caspar Beer geboren, welcher an der Eberhard Karls Universität Tübingen Jura studierte und zum Doktor beider Rechte promoviert wurde.

### Ausbildung
Georg Beer erlernte das Bauhandwerk wahrscheinlich beim Stuttgarter Baumeister und Architekten Aberlin Tretsch. Ebenfalls wahrscheinlich sind Aufenthalte Beers in Frankreich und Italien sowie ein Aufenthalt an der Bauhütte des Straßburger Münsters. 1575 wurde Beer von Herzog Ludwig als Nachfolger von Tretsch zum württembergischen Hofbaumeister ernannt, nachdem er ca. um 1550 nach Stuttgart zurückgekehrt war. Der bestehende Kontakt seines Vaters Caspar Beer zum herzoglichen Hof und eine entsprechende Bildung waren vermutlich von entscheidender Bedeutung und wichtiger als bloßes Talent und eine exzellente Ausbildung. Zu seinen Schülern zählte Heinrich Schickhardt, der ab 1578 bei Beer war und diesem mit dem Regierungsantritt von Herzog Friedrich I. im Amt als Hofbaumeister folgte.

### Beruf

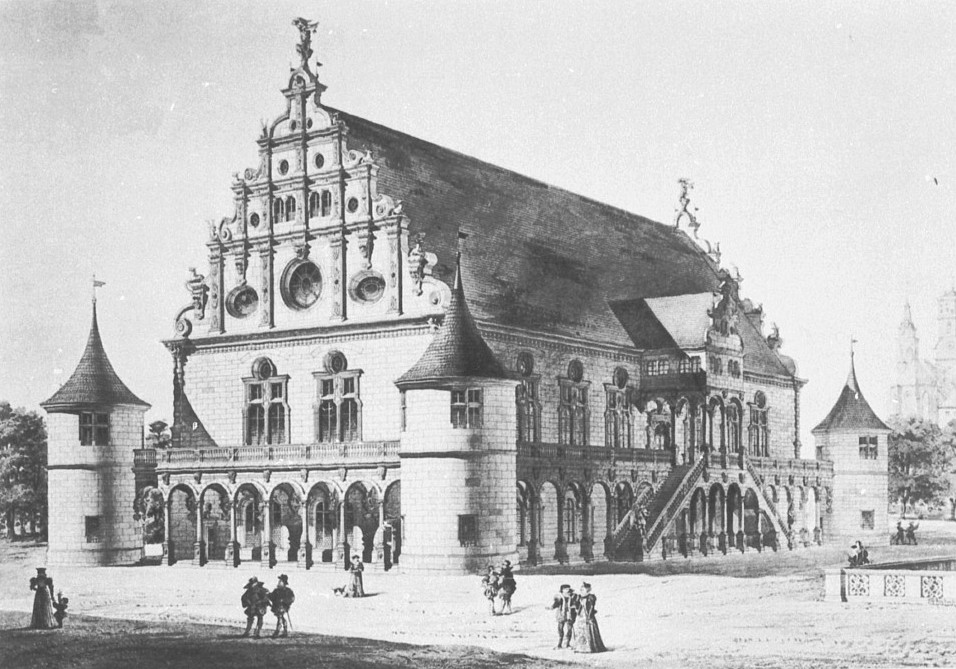
Das Neue Lusthaus in Stuttgart

Die Formenvielfalt der Renaissancearchitektur prägte sein späteres Schaffen. 1575 wurde Beer von Herzog Ludwig als Nachfolger von Aberlin Tretsch zum württembergischen Hofbaumeister ernannt. Wie er in einem Bericht vom 7. Oktober 1586 schreibt, sei er jetzt in die 11 Jahr zu des Herzogs Gebäuden als ein Baumeister bestellter maßen gebraucht worden. Als bislang frühestes nachweisbares Gebäude gilt das ehemalige Hofmarschallhaus, das Georg Beer 1578 in der Stuttgarter Kanzleistraße erbaute. Dieser Bau wurde 1932 abgebrochen. Ein letztes Fragment des Gebäudes findet sich heute im Lapidarium der Stadt Stuttgart. Sein von 1584 bis 1593 erbautes Neues Lusthaus in Stuttgart gilt als sein wichtigstes Bauwerk. Nach einem Feuer 1902 wurden Teile 1904 in den Stuttgarter Anlagen wieder aufgebaut. Die Büsten des Bauherrn und seiner Vorfahren befinden sich auf Schloss Lichtenstein, weitere Objekte werden im Stuttgarter Landesmuseum ausgestellt.
Georg Beer starb am 15. Juli 1600, seine letzte Ruhestätte fand er in der Stuttgarter Spitalkirche. Die Inschrift auf dem Grabstein, der später im Langhaus der Hospitalkirche aufgestellt wurde, lautet: Anno 1600, uf Dinstag den 15. Juli starb der ehrenhafft und fürnehm Georg Behr, gewesener fürstlicher württ. Baumaister allhie zu Stutgart.

### Familie
Beer besaß ein großbürgerliches Wohnhaus sowie landwirtschaftliche Nutzflächen und einen Weinberg. Am 18. September 1552 heiratete er Susanna Pfaytin. Gemeinsam hatten sie sechs Kinder. Der erste Sohn des Ehepaars, Georgius, wurde am 10. Mai 1566 und der zweite Sohn Johannes rund zwei Jahre später geboren. Es folgten die Kinder Eberhard, Marquardt, Daniel und Susanna. Eberhard studierte Jura, wurde zum Doktor jur. promoviert und war Gewölbsverwalter in Stuttgart. Johannes, der zweite Sohn begründete die juristische Linie der Familie Beer. Sein Sohn Johann Georg, sein Enkel Hans Thomas sowie sein Ur-Enkel Georg Reinhard studierten alle Jura und wurden zum Doktor jur. promoviert. Marquardt, der dritte Sohn von Georg Beer wurde wie auch dessen Sohn Christoph Eberhard später Apotheker, er begründete wiederum die pharmazeutische und somit spätere medizinische Linie der Familie Beer. Von 1600 bis 1641 war er Ratsherr und 1636 war er Bürgermeister in Öhringen. Der erstgeborene Sohn Georgius war derjenige Sohn, der das „Erbe“ seines Vaters weitergab, er war u. a. der Vater von Michael I. Beer, der den Stammvater der später in Andelsbuch beheimateten Architektenfamilie Beer darstellte und dessen Sohn Franz Beer Edler von Bleichten die Familientradition fortführte.

## Bauten (Auswahl)
- 1587–93 Collegium illustre in Tübingen
- 1589–93 Jagdschloss in Hirsau
- 1584–93 Neues Lusthaus in Stuttgart
- 1590 Wiederaufbaupläne für die abgebrannten Städte Schiltach und Loßburg
- Restaurierung des Mömpelgarder Schlosses